# Нонагидридоренат(VII) калия
Нонагидридоренат(VII) калия — неорганическое соединение,
комплексный гидрид металлов калия и рения
с формулой K2ReH9,
бесцветные (белые) кристаллы,
растворимые в холодной воде,
окисляется кислородом воздуха.

## Получение
- К насыщенному растворе гидроксида бария добавляют нонагидридоренат(VII) натрия:

{\displaystyle {\mathsf {Na_{2}ReH_{9}+Ba(OH)_{2}\ {\xrightarrow {}}\ BaReH_{9}\downarrow +2NaOH}}}
К осадку добавляют сульфат калия, избыток которого осаждают метанолом, а затем конечный продукт осаждают этанолом:
{\displaystyle {\mathsf {BaReH_{9}+K_{2}SO_{4}\ {\xrightarrow {}}\ K_{2}ReH_{9}+BaSO_{4}\downarrow }}}
- При восстановлении перрената калия калием в 1,2-диаминоэтане.

## Физические свойства
Нонагидридоренат(VII) калия образует бесцветные (белые) диамагнитные кристаллы
гексагональной сингонии,
пространственная группа P 62m,
параметры ячейки a = 0,9607 нм, c = 0,5508 нм, Z = 3.
Растворяется в воде, растворы стабилизируются щелочами.
Немного растворяется в метаноле, не растворяется в этаноле.
На воздухе разлагается с образованием перрената и карбоната.